# Station Ciney
Het station Ciney is een spoorwegstation langs spoorlijn 162 (Namen - Aarlen - Luxemburg (L)) in Ciney (België). Het is tevens het beginstation van de spoorlijn 126 naar Statte (bij Hoei) en spoorlijn 128 naar Yvoir. Deze laatste wordt tegenwoordig enkel gebruikt door de toeristische treinen van de Chemins de Fer du Bocq.
Het stationsgebouw werd in 1977 gebouwd, naar plannen van architect Edmond Lejaer. Het station heeft een goederenkoer.
Sinds 1 maart 2024 zijn de loketten van dit station enkel in de week geopend tussen 7 en 10.15 uur.

## Treindienst
| Serie              | Treinsoort           | Route                                                                                   | Bijzonderheden                                                           |
| ------------------ | -------------------- | --------------------------------------------------------------------------------------- | ------------------------------------------------------------------------ |
| IC 16              | Intercity (NMBS/CFL) | Brussel-Zuid – Namen – Ciney – Luxemburg                                                |                                                                          |
| L 5750             | L-trein (NMBS)       | Namen – Sart-Bernard – Ciney                                                            | Rijdt in het weekend 1x/2 uur.                                           |
| L 6150             | L-trein (NMBS)       | Ciney – Rochefort-Jemelle                                                               |                                                                          |
| P 7600/8600        | Piekuurtrein (NMBS)  | Rochefort-Jemelle – Ciney – Namen – Brussel-Zuid                                        | Rijdt alleen op werkdagen. Een trein Brussel - Rochefort-Jemelle.        |
| P 7610/8610        | Piekuurtrein (NMBS)  | Libramont – Ciney                                                                       | Rijdt alleen op werkdagen.                                               |
| P 7620/8620RE 8600 | Piekuurtrein (NMBS)  | [ Luxemburg – Virton ] / [ [ Aarlen – Virton – ] / [ Dinant – ] Libramont – [ Ciney ] ] | Een rechtstreekse trein Aarlen - Libramont. Een trein Libramont - Ciney. |
| T                  | Toeristentrein (CfB) | Ciney – Spontin – Dorinne-Durnal – Purnode – Évrehailles-Bauche                         | Rijdt op zondag in juli en augustus.                                     |

## Galerij

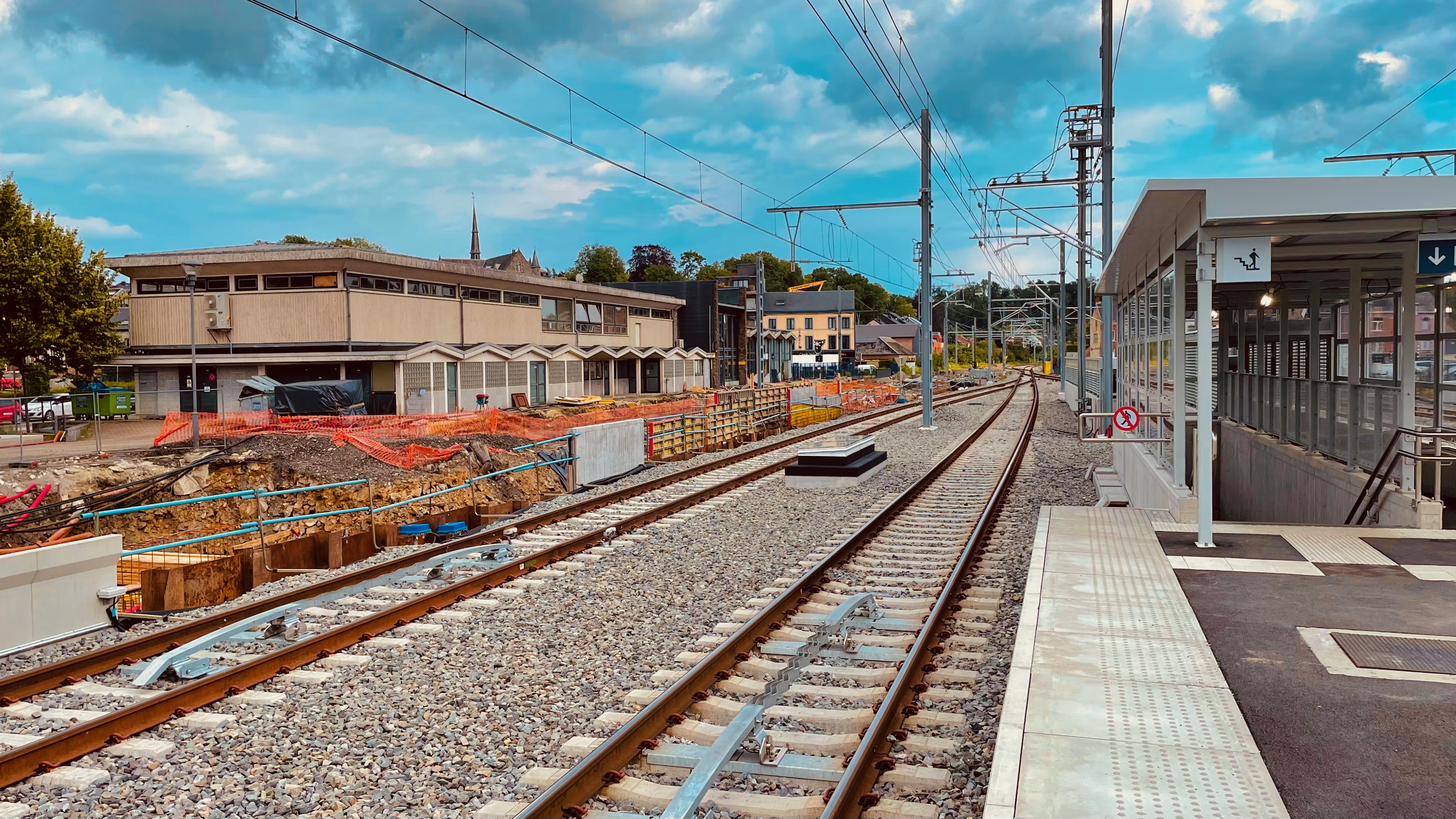
Zicht op de sporen
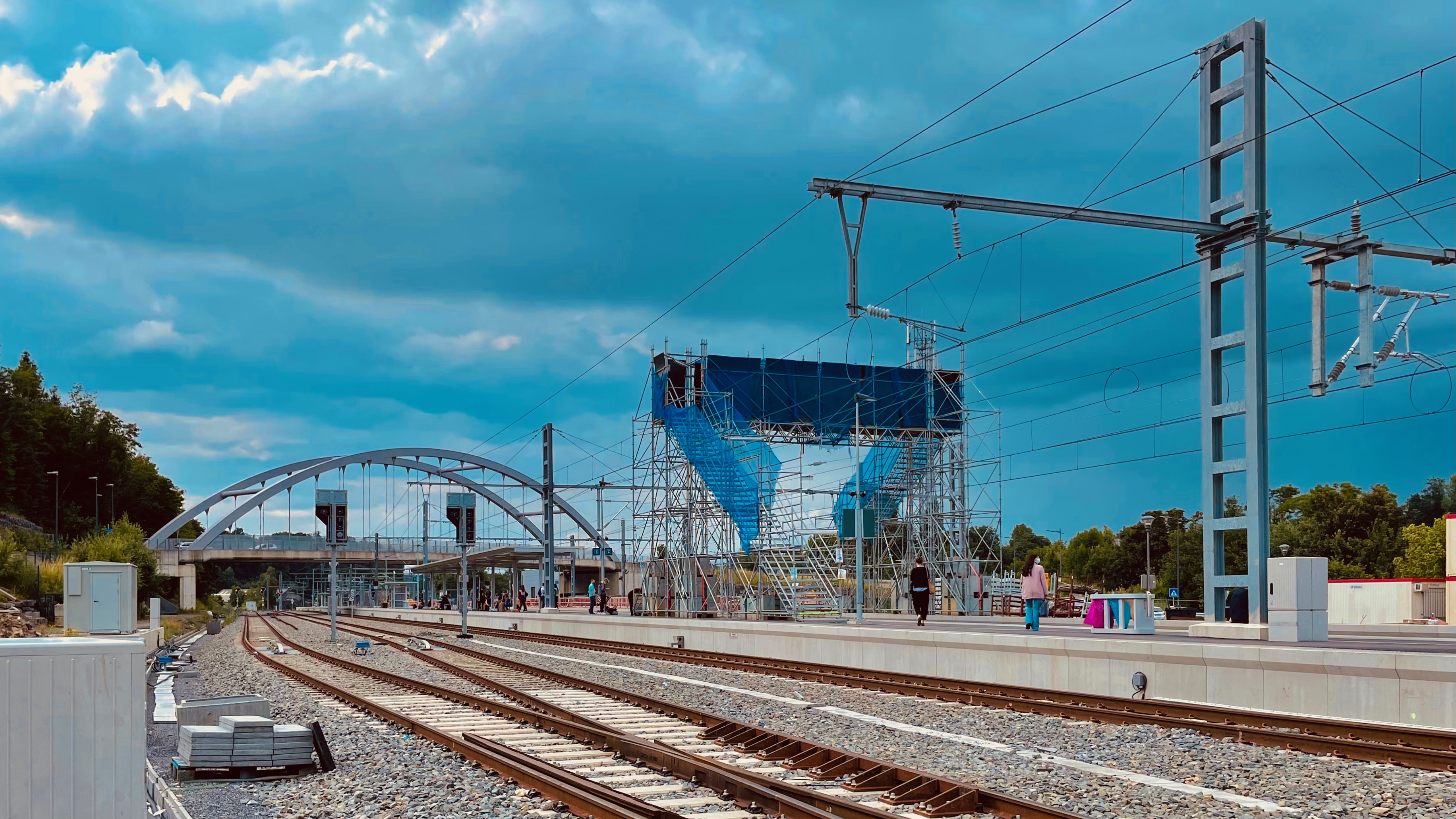
Overzicht op de nieuwe perrons
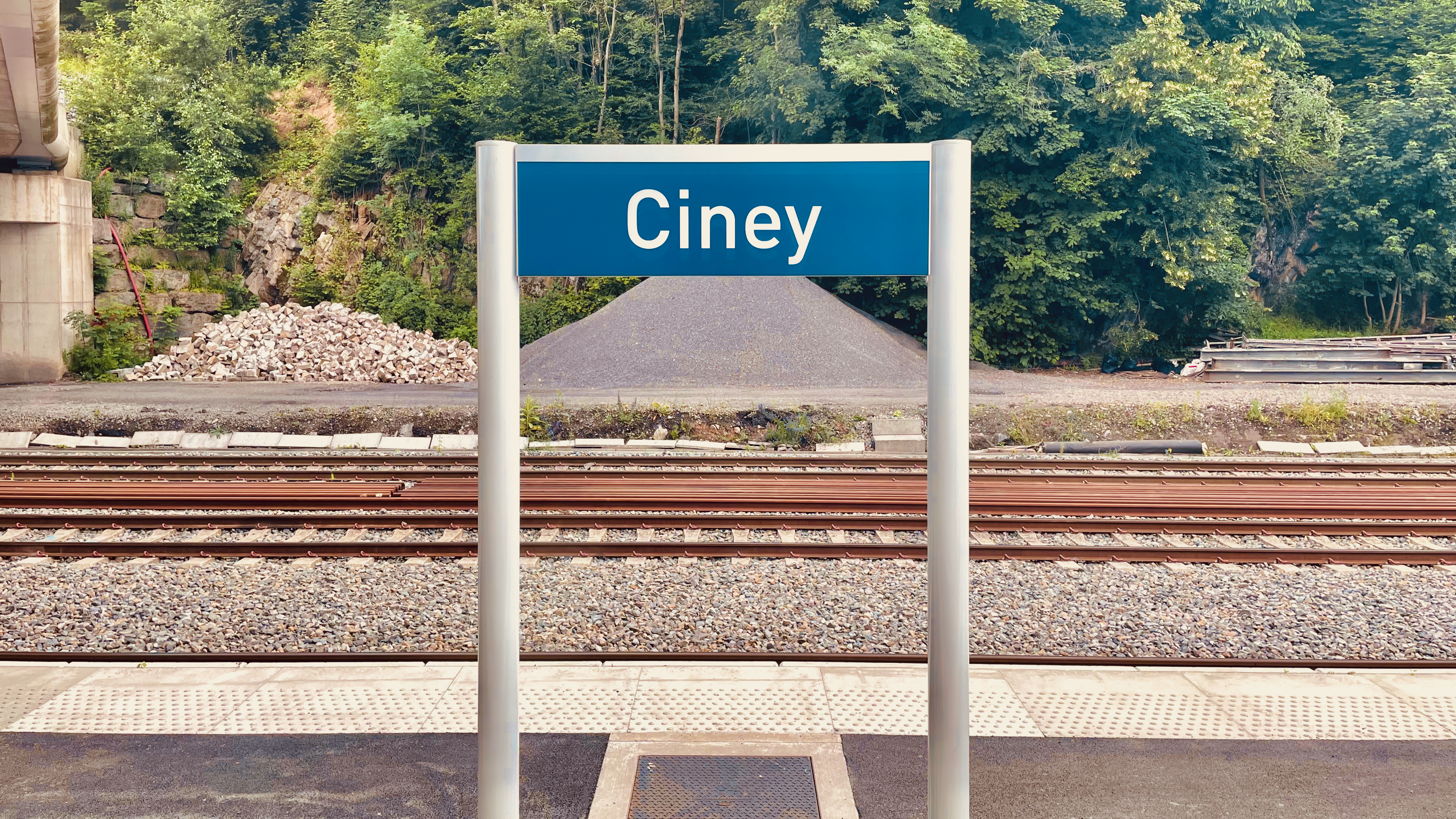
Plaatsnaambord
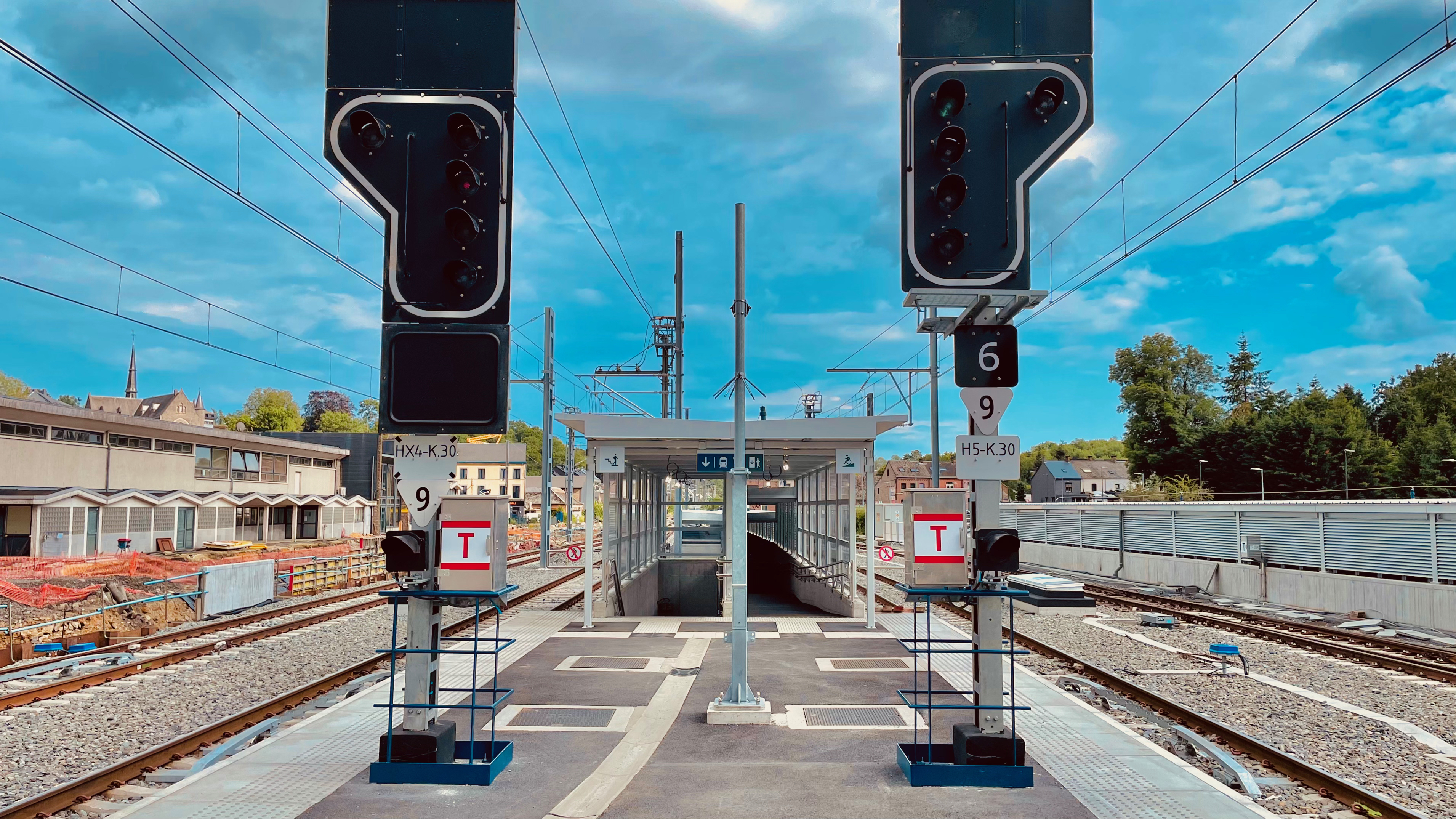
Het perron

## Reizigerstellingen
De grafiek en tabel geven het gemiddeld aantal instappende reizigers weer op een week-, zater- en zondag.
| Tabel: aantal instappende reizigers station Ciney | Tabel: aantal instappende reizigers station Ciney | Tabel: aantal instappende reizigers station Ciney | Tabel: aantal instappende reizigers station Ciney |
|                                                   | Weekdag                                           | Zaterdag                                          | Zondag                                            |
| ------------------------------------------------- | ------------------------------------------------- | ------------------------------------------------- | ------------------------------------------------- |
| 1977                                              | 1 737                                             | 531                                               | 557                                               |
| 1978                                              | 1 701                                             | 505                                               | 361                                               |
| 1979                                              | 1 814                                             | 482                                               | 430                                               |
| 1980                                              | 2 038                                             | 614                                               | 575                                               |
| 1981                                              | 1 660                                             | 446                                               | 500                                               |
| 1982                                              | 1 779                                             | 405                                               | 534                                               |
| 1983                                              | 1 580                                             | 455                                               | 466                                               |
| 1984                                              | 1 721                                             | 507                                               | 503                                               |
| 1985                                              | 1 907                                             | 684                                               | 664                                               |
| 1986                                              | 1 844                                             | 576                                               | 505                                               |
| 1987                                              | 1 575                                             | 620                                               | 609                                               |
| 1988                                              | 1 676                                             | 505                                               | 743                                               |
| 1989                                              | 1 870                                             | 727                                               | 692                                               |
| 1990                                              | 1 787                                             | 626                                               | 707                                               |
| 1991                                              | 1 760                                             | 731                                               | 771                                               |
| 1992                                              | 1 943                                             | 632                                               | 735                                               |
| 1993                                              | 1 811                                             | 507                                               | 590                                               |
| 1994                                              | 1 984                                             | 526                                               | 763                                               |
| 1995                                              | 2 002                                             | 532                                               | 683                                               |
| 1996                                              | 2 046                                             | 661                                               | 729                                               |
| 1997                                              | 1 814                                             | 650                                               | 624                                               |
| 1998                                              | 1 842                                             | 758                                               | 1 086                                             |
| 1999                                              | 1 768                                             | 515                                               | 590                                               |
| 2000                                              | 1 773                                             | 629                                               | 758                                               |
| 2001                                              | 1 757                                             | 548                                               | 622                                               |
| 2002                                              | 1 757                                             | 573                                               | 600                                               |
| 2003                                              | 1 775                                             | 722                                               | 696                                               |
| 2004                                              | 1 960                                             | 634                                               | 640                                               |
| 2005                                              | 2 395                                             | 826                                               | 843                                               |
| 2006                                              | 2 489                                             | 799                                               | 868                                               |
| 2007                                              | 2 496                                             | 823                                               | 868                                               |
| 2008                                              | -                                                 | -                                                 | -                                                 |
| 2009                                              | 2 649                                             | 696                                               | 773                                               |
| 2010                                              | -                                                 | -                                                 | -                                                 |
| 2011                                              | -                                                 | -                                                 | -                                                 |
| 2012                                              | 2 012                                             | 737                                               | 806                                               |
| 2013                                              | 1 997                                             | 857                                               | 898                                               |
| 2014                                              | 1 803                                             | 720                                               | 795                                               |
| 2015                                              | 2 124                                             | 898                                               | 959                                               |
| 2016                                              | 2 000                                             | 753                                               | 880                                               |
| 2017                                              | 2 205                                             | 831                                               | 970                                               |
| 2018                                              | 1 924                                             | 796                                               | 907                                               |
| 2019                                              | 2 127                                             | 805                                               | 1 090                                             |
| 2020                                              | 1 527                                             | 720                                               | 782                                               |
| 2021                                              | -                                                 | -                                                 | -                                                 |
| 2022                                              | 2 026                                             | 785                                               | 883                                               |
| 2023                                              | 2 137                                             | 969                                               | 1 048                                             |
| 2024                                              | 2 076                                             | 873                                               | 1 079                                             |

0,0: Statte ·
1,7: Hoei-Sint-Hilaire ·
2,1: Hoei-Zuid ·
3,6: Fleury ·
4,7: Marchin ·
6,7: Régissa ·
7,5: Fourneau ·
8,3: Barse ·
10,1: Roiseux ·
11,5: Vyle-et-Tharoul ·
12,7: Modave ·
13,9: Modave-Village ·
17,5: Clavier ·
20,0: Les-Avins-en-Condroz ·
24,9: Havelange ·
30,6: Bormenville ·
33,4: Hamois-en-Condroz ·
36,4: Emptinne ·
40,0: Liennes ·
41,4: Ciney
0,0: Ciney ·
1,9: Halloy ·
3,5: Braibant ·
6,1: Sovet ·
6,9: Senenne ·
8,8: Spontin ·
9,8: Spontin-Sources ·
11,6: Dorinne-Durnal ·
14,2: Purnode ·
16,0: Évrehailles-Bauche ·
18,5: Yvoir-Carrière ·
20,7: Yvoir
0,0: Namen ·
2,1: Jambes-Oost ·
5,0: Dave-Saint-Martin ·
7,8: Naninne ·
10,9: Sart-Bernard ·
14,0: Courrière ·
16,7: Assesse ·
18,3: Florée ·
20,5: Natoye ·
26,4: Braibant ·
29,0: Ciney ·
32,0: Leignon ·
32,9: Chapois ·
39,1: Haversin ·
45,8: Hogne ·
48,9: Aye ·
51,2: Marloie ·
57,6: Rochefort-Jemelle ·
60,0: Forrières ·
62,8: Lesterny ·
65,9: Grupont ·
72,1: Mirwart ·
76,2: Poix-Saint-Hubert ·
80,0: Hatrival ·
89,7: Libramont ·
94,8: Verlaine ·
98,5: Neufchâteau ·
100,4: Hamipré ·
105,0: Cousteumont ·
107,1: Lavaux ·
111,1: Mellier ·
114,8: Marbehan ·
115,9: Rulles ·
118,5: Houdemont ·
121,6: Habay ·
125,8: Hachy ·
128,0: Fouches ·
132,7: Stockem ·
134,0: Viville ·
135,8: Aarlen ·
137,6: Weyler ·
140,3: Autelbas ·
142,6: Barnich ·
145,5: Sterpenich